# Panicum verrucosum
Panicum verrucosum är en gräsart som beskrevs av Henry Ernest Muhlenberg. Panicum verrucosum ingår i släktet vipphirser, och familjen gräs. Inga underarter finns listade i Catalogue of Life.